# Angriff auf einen World-Central-Kitchen-Konvoi
Der Angriff auf einen World-Central-Kitchen-Konvoi ereignete sich am 1. April 2024, als israelische Drohnen einen aus drei Fahrzeugen bestehenden Konvoi von World Central Kitchen im Gazastreifen angriffen und dabei sieben Mitarbeiter der Hilfsorganisation töteten. Die Helfer hatten den Transport einer Lebensmittellieferung von einem provisorischen Pier zu einem Lagerhaus im nördlichen Gazastreifen überwacht. Der Norden des Gazastreifens stand zu diesem Zeitpunkt während Kriegs in Israel und Gaza durch die israelische Invasion und Blockade am Rande einer Hungersnot.
Das Israelischen Verteidigungsstreitkräfte (IDF) bestätigten, dass ihre Drohnenpiloten innerhalb von fünf Minuten drei Raketen auf drei Fahrzeuge von World Central Kitchen abgefeuert hatten. Die Route des Konvois wurde im Vorfeld mit den IDF koordiniert. Die IDF gaben zunächst an, sie hätten mutmaßliche Hamas-Kämpfer ins Visier genommen, räumte jedoch ein, dass ihre Kommandeure deren Standort falsch bestimmt, Informationen über den Konvoi nicht ordnungsgemäß verbreitet und gegen die Einsatzregeln verstoßen hätten, indem sie alle drei Fahrzeuge nacheinander angriffen. Die Getöteten besaßen australische, britische, palästinensische, polnische und doppelte amerikanisch-kanadische Staatsbürgerschaften.
Der Angriff ereignete sich drei Tage nach einem einstimmigen Urteil des Internationalen Gerichtshofs im laufenden Verfahren zur Völkermordkonvention, in dem Israel dazu verpflichtet wurde, den ungehinderten Fluss von Hilfsgütern nach Gaza sicherzustellen.
Die IDF entließen zwei Offiziere, drei weitere wurden gerügt. Der World-Central-Kitchen-Gründer José Andrés warf Israel vor, den Konvoi vorsätzlich angegriffen zu haben. Die Gruppe argumentierte, das Militär könne selbst keine glaubwürdigen Ermittlungen durchführen und forderte eine unabhängige Untersuchung. Ein Bericht der australischen Regierung stellte zwar gravierende Versäumnisse seitens der israelischen Streitkräfte fest, unterstützte aber weitgehend die Position Israels.
Der Angriff löste weltweit breite Verurteilung aus und führte dazu, dass World Central Kitchen und andere humanitäre Organisationen ihre Operationen im Gazastreifen pausierten. Aussagen des israelischen Botschafters in Polen zu dem Vorfall sorgten für einen diplomatischen Streit zwischen den beiden Ländern.

## Hintergrund
Im Oktober 2023 startete Israel als Reaktion auf den Terrorangriff der Hamas auf Israel am 7. Oktober seine Invasion des Gazastreifens. Seit Beginn der Invasion hat sich eine schwere humanitäre Krise entwickelt. Das Gesundheitswesen ist zusammengebrochen und aufgrund der israelischen Blockade des Gazastreifens herrscht ein Mangel an Nahrungsmitteln, sauberem Wasser, Medikamenten und Treibstoff. Humanitäre Hilfe wurde nur begrenzt über die von Israel kontrollierten Kontrollpunkte in den Gazastreifen gelassen werden, was die Krise verschärft hat.
Die Drohnenangriffe ereigneten sich einige Stunden, nachdem die Hilfsorganisation World Central Kitchen, die nach dem 7. Oktober auch in Israel Lebensmittel verteilt hatte, eine Schiffsladung mit 100 Tonnen Lebensmitteln von Zypern in den nördlichen Gazastreifen gebracht hatte.
Im März 2024 warnten Experten wie der UN-Sonderberichterstatter zum Recht auf Nahrung, dass in Gaza möglicherweise bereits eine Hungersnot herrscht. Jeremy Konyndyk, Präsident von Refugees International, erklärte, dass es bald zu „Hungersterblichkeit in großem Ausmaß“ kommen werde. Die hohe Zahl ziviler Opfer führte zu Vorwürfen wegen Kriegsverbrechen gegen Israel. Es gab eine Reihe von Berichten über Angriffe auf zivile humanitäre Helfer. Mehr als 173 UNRWA-Mitarbeiter wurden während des Gaza-Krieges von israelischen Streitkräften getötet.
Israelische Politiker haben sich gegen die Verteilung von Hilfsgütern im Gazastreifen ausgesprochen. Giora Eiland, ein pensionierter Generalmajor, schrieb: „Um die Belagerung wirksam zu machen, müssen wir andere daran hindern, im Gazastreifen zu helfen.“ Seine Worte wurden von der südafrikanischen Delegation vor dem IGH zitiert.
Drei Tage vor dem Angriff hatte der IGH als Reaktion auf einen zweiten südafrikanischen Antrag auf zusätzliche einstweilige Maßnahmen im laufenden Verfahren zur Völkermordkonvention einstimmig entschieden, dass Israel den ungehinderten Fluss von Hilfsgütern nach Gaza ermöglichen und unverzüglich handeln müsse, um die „Bereitstellung ... dringend benötigter Grundversorgung und humanitärer Hilfe“ zu ermöglichen. In seinem Urteil erklärte der IGH, dass Gaza „nicht mehr nur von einer Hungersnot bedroht“ sei, sondern dass „eine Hungersnot bereits einsetzt“. UN-Beobachtern zufolge seien bereits 31 Menschen, darunter 27 Kinder, an Unterernährung und Dehydrierung gestorben.
Zwei Tage vor den Drohnenangriffen wurde ein Fahrzeug der WCK von einem israelischen Scharfschützen getroffen. Die WCK reichte daraufhin Beschwerde bei Israel ein und forderte eine Garantie für die Sicherheit ihrer Mitarbeiter.

## Verlauf
Am 1. April 2024 wurden durch gezielte israelische Drohnenangriffe sieben Mitarbeiter der Hilfsorganisation World Central Kitchen getötet, die in drei Fahrzeugen im Gazastreifen unterwegs waren. Sky News schätzte, dass die Angriffe zwischen 22:30 und 23:00 Uhr stattfanden. Da die Wrackteile der Autos etwa 2,5 Kilometer voneinander entfernt lagen, deutete dies laut Washington Post darauf hin, dass ein Teil der Fahrzeuge nach Beginn des Angriffs weiterfahren konnten, und die Financial Times kam zu dem Schluss, dass die Autos „separat getroffen“ wurden.
World Central Kitchen sagte, es habe die Bewegungen des Konvois mit den israelischen Streitkräften koordiniert. Der Angriff habe stattgefunden, obwohl Logos der Organisation an den Fahrzeugen angebracht waren und es sich um mit den israelischen Streitkräften „koordinierte Bewegungen“ in einer „konfliktbefreiten Zone“ gehandelt habe.
Haaretz beschrieb unter Berufung auf israelische Verteidigungsquellen, dass, nachdem eine Drohnenrakete ein World-Central-Kitchen-Fahrzeug getroffen hatte, einige Passagiere dieses Fahrzeugs in ein anderes World-Central-Kitchen-Fahrzeug umgestiegen seien, das „weiterfuhr und sogar die Verantwortlichen benachrichtigte, dass sie angegriffen worden seien. Doch Sekunden später“ wurde auch dieses Fahrzeug von einer Drohnenrakete getroffen; schließlich nahm das dritte Fahrzeug einige der Verletzten aus dem zweiten Fahrzeug auf, dann traf eine dritte Drohnenrakete auch das dritte Fahrzeug.

## Opfer
Sieben Menschen wurden getötet. Die Toten wurden vom Palästinensischen Roten Halbmond geborgen und in das Schuhada-al-Aqsa-Krankenhaus in Deir al-Balah gebracht. Die Leichen der ausländischen Opfer wurden über das Abu Yousef al-Najjar-Krankenhaus im südlichen Gazastreifen nach Ägypten evakuiert.
Unter den sieben Hilfskräften von World Central Kitchen befanden sich britische, australische, polnische und palästinensische Staatsbürger sowie Personen mit doppelter amerikanisch-kanadischer Staatsangehörigkeit. Die drei britischen Opfer arbeiteten für die Sicherheitsfirma Solace Global aus Poole, England.
Bei den Getöteten handelte es sich um:
- Saif Abu Taha (Saifeddin Issam Ayad Abutaha), ein 25-jähriger Palästinenser, der seit Jahresbeginn als Fahrer für World Central Kitchen gearbeitet hatte.[30][31]
- Damian Soból, ein 35-jähriger Pole aus Przemyśl.[31] Soból arbeitete seit 2022 für World Central Kitchen und beteiligte sich in der Ukraine an Hilfsmaßnahmen nach dem russischen Überfall. Nach dem Erdbeben in der Türkei und Syrien reiste er im Februar 2023 nach Elbistan in der Türkei. Im September 2023 half er Erdbebenopfern in Marokko. Bevor er in den Gazastreifen einreiste, war er an Flüchtlingshilfe für Menschen aus Gaza in Ägypten beteiligt.[32]
- Lalzawmi „Zomi“ Frankcom, eine 43-jährige australische Staatsbürgerin.[33]
- James Henderson, ein 33-jähriger britischer Staatsbürger, der bei den Royal Marines gedient hatte und als privater Sicherheitsdienstleister für Solace Global tätig war.[30][34]
- John Antony Chapman, ein 57-jähriger britischer Staatsbürger, der bei den Royal Marines gedient hatte und als privater Sicherheitsdienstleister für Solace Global tätig war.[30][34]
- James Kirby, ein 47-jähriger britischer Staatsbürger. Er war ein ehemaliger Soldat und ein privater Sicherheitsdienstleister für Solace Global.[30][34]
- Jacob Flickinger, ein 33-Jähriger mit doppelter kanadisch-amerikanischer Staatsbürger aus Quebec. Er war ein ehemaliger Soldat der Kanadischen Streitkräfte.[34]

## Reaktionen

### World Central Kitchen

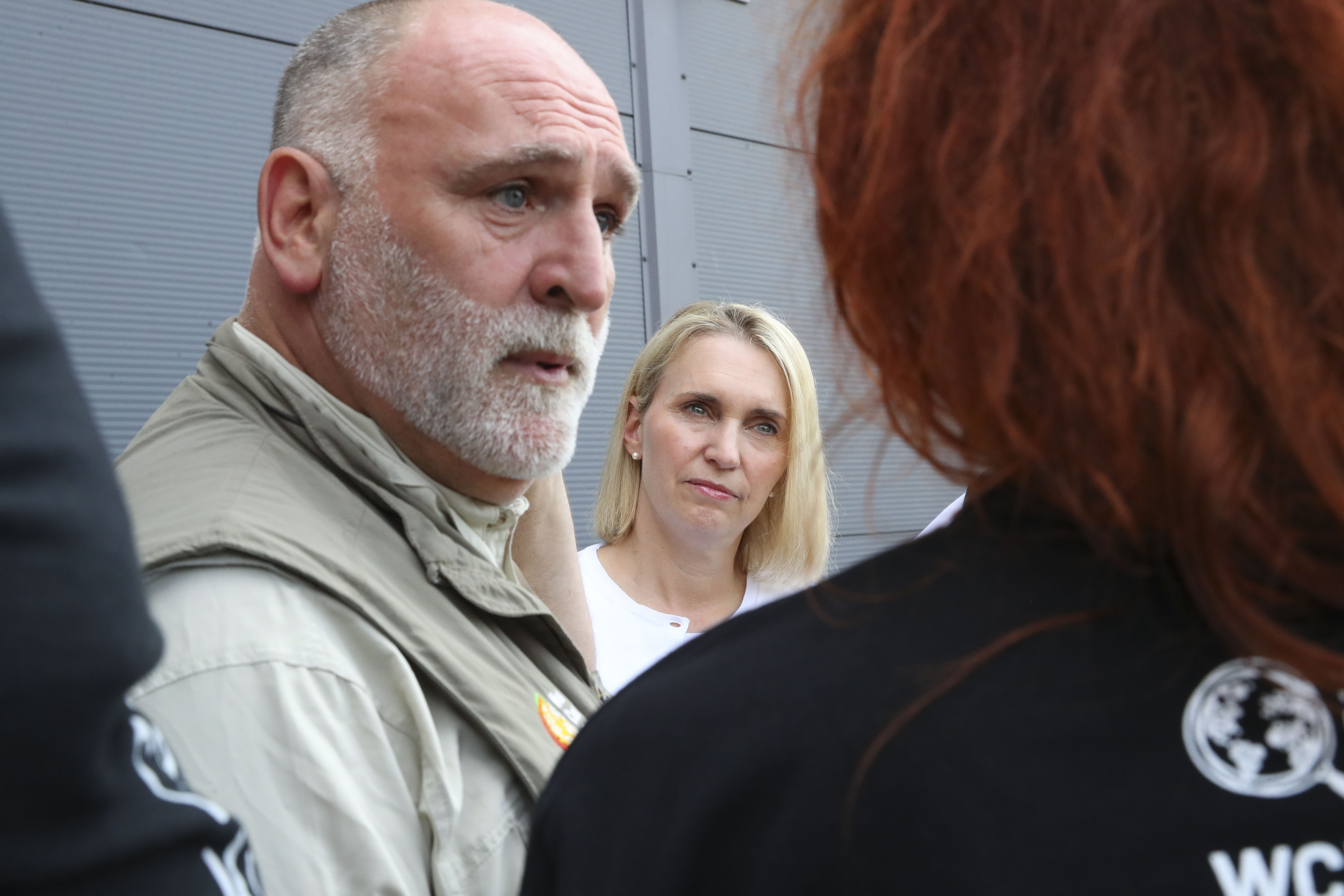
José Andrés, Gründer von World Central Kitchen (2022)

José Andrés, der Gründer der Hilfsorganisation World Central Kitchen, schrieb in einem Beitrag auf X: „Ich bin untröstlich und trauere um ihre Familien und Freunde und unsere ganze WCK-Familie. Das sind Menschen … Engel … mit denen ich in der Ukraine, im Gazastreifen, in der Türkei, in Marokko, auf den Bahamas und in Indonesien gedient habe. Sie sind nicht gesichtslos … sie sind nicht namenlos.“ Er forderte Israel auf, mit dem „wahllosen Töten“ aufzuhören. Außerdem müsse es „aufhören, humanitäre Hilfe einzuschränken, Zivilisten und Mitarbeiter von Hilfsorganisationen zu töten und aufhören, Lebensmittel als Waffe einzusetzen“.
In einer separaten Stellungnahme sagte Andrés: „Die Luftangriffe auf unseren Konvoi waren nicht nur ein unglücklicher Fehler im Nebel des Krieges. Es war ein direkter Angriff auf deutlich gekennzeichnete Fahrzeuge, deren Bewegungen den israelischen Streitkräften bekannt waren.“ Andrés beschuldigte in einer weiteren Stellungnahme die IDF, systematisch und gezielt Hilfskräfte angegriffen zu haben, um alle im Konvoi befindlichen Personen zu töten. Er forderte, dass eine neutrale Stelle die Untersuchung durchführen solle.
World-Central-Kitchen-Geschäftsführerin Erin Gore sagte: „Dies ist nicht nur ein Angriff auf WCK, sondern ein Angriff auf humanitäre Organisationen, die in den schlimmsten Situationen tätig werden, in denen Lebensmittel als Kriegswaffe eingesetzt werden. Das ist unverzeihlich.“

### Familien der Opfer
Die Familie von Zomi Frankcom äußerte gegenüber The Sydney Morning Herald ihre Forderung nach einer Untersuchung und Anklage wegen Kriegsverbrechen gegen die Verantwortlichen. Die Eltern von Jacob Flickinger bezeichneten seinen Tod als „Verbrechen“, wiesen die Entschuldigung Israels zurück, forderten eine unabhängige Untersuchung und forderten, dass die USA ihre Militärhilfe für Israel einstellten, solange das Land „Lebensmittel als Waffe“ einsetze. James Hendersons Bruder bezeichnete die Tötung von Menschen im Rahmen einer humanitären Mission als „unentschuldbar“. „Verantwortung ist meine einzige Hoffnung auf Gerechtigkeit“, sagte er. „Ich glaube nicht, dass unsere Regierung die richtigen Leute zur Rechenschaft ziehen wird, aber ich garantiere, dass unsere Regierung Waffen an Israel verkaufen wird, die wiederum zum Töten unserer Mitbürger eingesetzt werden könnten. Das ist schwer zu begreifen.“

### Israel
Eine israelische Militärquelle erklärte gegenüber dem Armeeradio, der Angriff sei „der schlimmste gewesen, den Israel im Krieg erlebt hat“. Ministerpräsident Benjamin Netanjahu bezeichnete den Angriff als einen „tragischen Vorfall“, bei dem die israelischen Streitkräfte unabsichtlich unschuldige Menschen getroffen hätten. Die IDF erklärten, sie würden „auf höchster Ebene eine gründliche Untersuchung durchführen, um die Umstände dieses tragischen Vorfalls zu verstehen“. Die IDF übernahmen schließlich die Verantwortung und entschuldigten sich mit der Begründung, der israelische Angriff sei „ein Fehler gewesen, der auf eine falsche Identifizierung in der Nacht zurückzuführen war“.

### Hamas
Die Hamas verurteilte die Drohnenangriffe in einer Erklärung und forderte die internationale Gemeinschaft zum Handeln auf: „Dieses Verbrechen bestätigt einmal mehr, dass die Besatzung ihre Politik der vorsätzlichen Tötung unschuldiger Zivilisten, internationaler Hilfsteams und humanitärer Organisationen fortsetzt, um die dort tätigen Personen zu terrorisieren und sie an der Erfüllung ihrer humanitären Pflichten zu hindern.“

### International

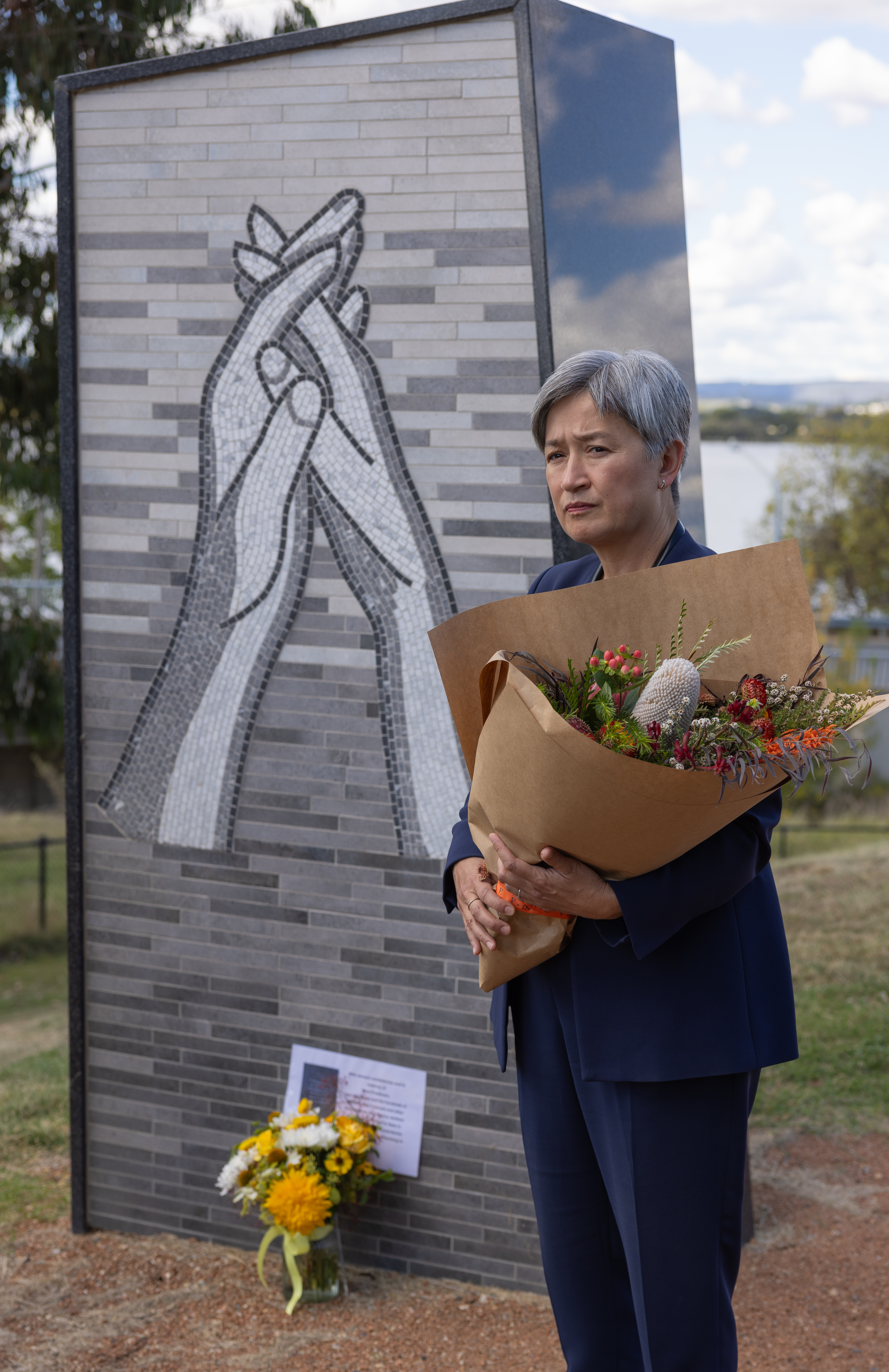
Die australische Außenministerin Penny Wong legt an einem Denkmal Blumen für Zomi Frankcom nieder.

Der australische Premierminister Anthony Albanese bezeichnete den Tod der australischen Staatsbürgerin Zomi Frankcom als „völlig inakzeptabel“. Das australische Außen- und Handelsministerium habe den israelischen Botschafter um eine Erklärung gebeten. Das Ministerium erklärte, es fordere von der israelischen Regierung eine „gründliche und zügige Überprüfung“.
Kanadas Außenministerin Mélanie Joly forderte eine umfassende Untersuchung des Angriffs.
Chinas Regierung äußerte sich „schockiert“ und verurteilte den israelischen Angriff. Der Sprecher des Außenministeriums, Wang Wenbin, erklärte: „China lehnt alle Handlungen ab, die Zivilisten schädigen, zivile Einrichtungen beschädigen und gegen das Völkerrecht verstoßen.“
Der französische Außenminister Stéphane Séjourné verurteilte auf einer Pressekonferenz nach Gesprächen mit seinem US-Amtskollegen Antony Blinken in Paris den israelischen Luftangriff aufs Schärfste und fügte hinzu: „Der Schutz des humanitären Personals ist ein moralisches und rechtliches Gebot, an das sich jeder halten muss.“
Die deutsche Außenministerin Annalena Baerbock forderte die israelische Regierung zu einer raschen Untersuchung des Angriffs auf, den sie als „schrecklichen Vorfall“ bezeichnete.
Polens Präsident Andrzej Duda drückte seine Trauer über den Tod der Freiwilligen aus und erklärte, dass „diese Tragödie niemals hätte passieren dürfen und untersucht werden muss“. Außenminister Radosław Sikorski drückte sein Beileid zum Tod des polnischen Staatsbürgers aus und sagte, er bitte den israelischen Botschafter in Polen um „dringende Erklärungen“. Polen rief außerdem dazu auf, die Resolution 2728 des UN-Sicherheitsrates vom 25. März zu respektieren, die einen Waffenstillstand im Gazastreifen und das Ende der Blockade humanitärer Konvois nach Gaza forderte.
Der britische Außenminister David Cameron forderte Israel zu einer transparenten Erklärung für den Angriff auf. Premierminister Rishi Sunak äußerte sich „schockiert und traurig“ über die Tötung mindestens eines britischen Freiwilligen während des Angriffs. Das Ministerium für Auswärtige Angelegenheiten, Commonwealth und Entwicklung bestellte den israelischen Botschafter ein. Der schottische First Minister Humza Yousaf forderte ein sofortiges Ende der Waffenverkäufe Großbritanniens an Israel und erklärte: „Die Zahl der zivilen Todesopfer ist unerträglich, ebenso wie die Tötung von humanitären Helfern, die lebenswichtige Hilfe für Palästinenser leisten, die durch die israelische Regierung Hunger und Gewalt ausgesetzt sind.“
US-Präsident Joe Biden verurteilte den Angriff und sagte, er sei „empört und untröstlich“. Er kritisierte Israel dafür, „nicht genug getan zu haben, um die Hilfskräfte zu schützen, die versuchen, der Zivilbevölkerung dringend benötigte Hilfe zu liefern“. Gleichzeitig erklärte er, die „Vereinigten Staaten haben Israel wiederholt aufgefordert, seine Militäroperationen gegen die Hamas nicht mit humanitären Operationen zu verknüpfen, um zivile Opfer zu vermeiden“.

## Nachwirken

### Auswirkungen auf die humanitären Hilfe im Gazastreifen
Humanitäre Hilfsorganisationen im Gazastreifen stellten nach dem Angriff ihre Arbeit ein, darunter neben World Central Kitchen auch die Organisationen Anera und Project HOPE. Steve Fake, Pressesprecher von Anera, erklärte: „Die offensichtliche Natur des Angriffs auf den WCK-Konvoi hat bewiesen, dass Hilfskräfte derzeit angegriffen werden.“ Aufgrund des Angriffs kehrten Hilfsschiffe von World Central Kitchen, die mit 240 Tonnen Hilfsgütern nach Gaza unterwegs waren, aus Sicherheitsgründen nach Zypern zurück.

### Diplomatie
Der israelische Botschafter in Polen Yacov Livne veröffentlichte wenige Stunden nach den Angriffen auf den WCK-Konvoi mehrere Posts in den sozialen Medien, in denen er die vom stellvertretenden Sprecher des polnischen Sejm, Krzysztof Bosak von der rechtsextremen Partei Konfederacja, erhobenen Vorwürfe eines Kriegsverbrechens zurückwies. Der Botschafter schrieb, dass die „extreme Rechte und Linke in Polen“ Israel des „vorsätzlichen Mordes bei dem Angriff“ beschuldigten. Er beendete seine Erklärung mit den Worten, Antisemiten würden immer Antisemiten bleiben. Die Erklärung des Botschafters löste Empörung aus. Der polnische Präsident Andrzej Duda bezeichnete den Vorfall als „nicht sehr glücklich und, kurz gesagt, empörend“, während der polnische Premierminister Donald Tusk sagte, er sei mit der Art und Weise, wie der Botschafter über die Angriffe auf den Konvoi sprach, nicht einverstanden und erwarte eine Entschuldigung. Der Botschafter wurde am 5. April 2024 ins polnische Außenministerium zitiert. Laut dem stellvertretenden Außenminister Andrzej Szejna entschuldigte sich Livne für den Vorfall.
Der australische Premierminister Anthony Albanese äußerte gegenüber seinem israelischen Amtskollegen Netanjahu, die Australier seien empört über den Tod eines australischen Staatsbürgers. Albanese erklärte später, er halte Netanjahus Beschreibung des Angriffs als „unbeabsichtigt“ und „etwas, das im Krieg passiert“ für unbefriedigend. Am 5. April erklärte die australische Regierung, Israel habe ihre Erwartungen an eine Untersuchung noch nicht erfüllt und sie werde einen Sonderberater ernennen, der dafür sorgen solle, dass die Untersuchung den Erwartungen Australiens entspreche. Die australische Regierung erklärte außerdem, alle Beweise für den Anschlag müssten gesichert werden. Am 6. April erklärte Australiens Außenministerin Penny Wong, die australische Regierung hätte gegenüber der israelischen Regierung weitere Maßnahmen gegen die Verantwortlichen des Angriffs gefordert.
Bei einer Pressekonferenz im UN-Hauptquartier im September 2024 bemerkte Penny Wong, dass es sich bei den Tötungen nicht um einen einmaligen Vorfall handele, und bezog sich dabei auf andere in Gaza getöteten Mitarbeiter von Hilfsorganisationen.  Später am selben Tag kündigte sie die Bildung einer „Ministergruppe zum Schutz humanitären Personals“ zusammen mit den Regierungen von Jordanien, der Schweiz, Indonesien, Sierra Leone, Großbritannien, Japan, Brasilien und Kolumbien an.

### Untersuchungen
In ihrer ersten Reaktion bestätigte die IDF nicht, ob sie den Luftangriff durchgeführt hatte, sondern kündigte stattdessen eine Untersuchung an. Mehrere Stunden später räumte der israelische Ministerpräsident Benjamin Netanjahu ein, dass das israelische Militär die sieben „unschuldigen“ Hilfsarbeiter getötet hatte, und bezeichnete dies als „unabsichtlich“.
Bellingcat analysierte Bilder der Autowracks und kam zu dem Schluss, dass die Fahrzeuge „die Kennzeichen eines Präzisionsangriffs durch inerte oder wenig wirkungsvolle Raketen“ aufwiesen. Dies deute darauf hin, dass ein israelischer Luftangriff dafür verantwortlich war, da „nur die israelischen Streitkräfte in der Lage“ seien, in dieser Gegend Präzisionsschläge durchzuführen. Bellingcat lokalisierte außerdem die Koordinaten der Fahrzeuge: Das erste Fahrzeug wurde bei 31.4118, 34.3231 lokalisiert, das zweite ca. 800 Meter entfernt bei 31.4168, 34.3290 und das dritte rund 1,6 Kilometer vom ersten entfernt bei 31.4005, 34.3115. Die Standorte der ersten beiden Fahrzeuge befanden sich auf einer Straße, die vom Amt der Vereinten Nationen für die Koordinierung humanitärer Angelegenheiten (OCHA) als „zugängliche Straße für humanitäre Hilfe“ identifiziert wurde, während sich der dritte Standort auf einem Feld direkt neben dieser Straße befand. Bellingcat kam außerdem zu dem Schluss, dass es wahrscheinlich sei, dass die World-Central-Kitchen-Logos auf mindestens einem der Wagendächer „zum Zeitpunkt des Angriffs von oben sichtbar gewesen wären“, abhängig von den Abbildungsfähigkeiten des verwendeten Systems.
Ein Augenzeuge des ersten Angriffs, Hasan al-Shorbagi, berichtete gegenüber Al-Jazeera, die Verletzten des ersten Angriffs seien in ein zweites Fahrzeug gebracht worden, um die Fahrt fortzusetzen.
Die BBC zitierte zwei Waffenexperten, die Fotos der Autowracks analysierten und zu dem Schluss kamen, dass die Autos wahrscheinlich von von Drohnen abgefeuerten Spike-Raketen getroffen wurden. Die BBC-Analyse des Abstands zwischen den drei Fahrzeugen deutete darauf hin, dass es mehrere Angriffe gegeben hatte.
CNN berichtete, der israelische Angriff habe offenbar aus mehreren Präzisionsschlägen bestanden und zitierte einen Waffenexperten mit der Aussage, das Ergebnis scheine mit der von Drohnen eingesetzten Munition übereinzustimmen.
Haaretz berichtete unter Berufung auf israelische Verteidigungsquellen, dass die zerstörten Fahrzeuge auf dem Dach und an den Seiten deutlich als Eigentum der World Central Kitchen gekennzeichnet waren und eine mit der IDF abgestimmte und vorab genehmigte Route zurückgelegt hatten. Die Einsatzzentrale der für die Sicherheit der Route verantwortlichen Einheit habe den Drohnenpiloten befohlen, anzugreifen, da „der Verdacht bestand, dass ein Terrorist mit dem Konvoi unterwegs war“. Bei dem mutmaßlichen Terroristen handelte es sich um „einen bewaffneten Mann“ in einem Lastwagen mit Hilfslieferungen, der von den Fahrzeugen zu einem Lebensmittellager in Deir al-Balah eskortiert wurde. Die Fahrzeuge hatten den Lastwagen am Lager zurückgelassen, und der „bewaffnete Mann verließ das Lager nicht“. Dennoch wurden israelische Angriffe mit einer Drohne vom Typ Elbit Hermes 450 auf die Fahrzeuge angeordnet.

#### Untersuchung der IDF
Die Untersuchung der IDF wurde von Generalmajor a. D. Yoav Har-Even, Präsident und CEO der Rüstungsfirma Rafael Advanced Defense Systems, geleitet. Am 4. April 2024 berichteten die IDF über die ersten Ermittlungsergebnisse zu dem Vorfall. Die IDF räumten ein, dass World Central Kitchen ihre Pläne für die Nacht mit den IDF abgestimmt hatte, diese Pläne seien jedoch innerhalb der IDF nicht ausreichend an die Einsatzkräfte der zuständigen Einheit kommuniziert worden. Die IDF sagten, vor dem Vorfall hätten die Fahrzeuge von World Central Kitchen einen Lastwagen mit Hilfslieferungen eskortiert, auf dessen Dach sich ein Schütze befand, der eine Waffe abfeuerte. Die IDF hätten versucht, die Hilfsorganisation zu kontaktieren, dies sei jedoch nicht gelungen; die Telefonkommunikation in Gaza sei lückenhaft und die IDF selbst hätten Hilfsorganisationen die Nutzung von Funkgeräten verboten.
Ein zweiter bewaffneter Mann sei zusammen mit dem ersten im Lagerhaus gesichtet worden, was die Drohnenpiloten zu der Annahme veranlasste, es handele sich um Hamas-Mitglieder, so die IDF. Infolgedessen hätten die Drohnenpiloten geglaubt, die WCK-Fahrzeuge würden von Hamas-Kämpfern benutzt, und vermuteten zudem, eine Person mit einer Waffe sei in eines der World-Central-Kitchen-Fahrzeuge. In Wahrheit habe sich die vermutete Waffe als eine Tasche herausgestellt, was eine „Fehlklassifizierung“ darstelle. Die Drohnenpiloten hätten geglaubt, die WCK-Hilfskräfte seien mit dem Lastwagen im Lagerhaus geblieben, anstatt in den Fahrzeugen abzureisen. Die IDF sagten außerdem, die Drohnenpiloten hätten die Markierungen der WCK-Fahrzeuge nachts nicht sehen können. BBC News kommentierte, die „Drohnenaufnahmen scheinen dies ebenfalls zu bestätigen“.
Nach Angaben der IDF feuerten ihre Drohnenpiloten zwischen 23:09 und 23:13 Uhr drei Raketen auf die Fahrzeuge von World Central Kitchen ab und zerstörten diese nacheinander. Dabei bestiegen zwei überlebende Helfer des ersten Angriffs das zweite Fahrzeug, das von einer zweiten Rakete getroffen wurde, und einige Überlebende des zweiten Angriffs bestiegen das dritte Fahrzeug, das wiederum von einer dritten Rakete getroffen wurde. Alle sieben Helfer wurden durch die IDF-Angriffe getötet. Die IDF gaben an, ein Oberst und ein Major hätten den Befehl zum Drohnenangriff in Abwesenheit eines Militäranwalts genehmigt, der zweite Angriff sei jedoch ohne erneute Genehmigung durchgeführt worden. Die Ermittlungen der IDF ergaben, dass obwohl „keine Informationen über Bewaffnete im zweiten und dritten Fahrzeug vorlagen, diese ebenfalls innerhalb weniger Minuten ohne ersichtlichen Grund angegriffen wurden. Der Angriff auf die drei Fahrzeuge erfolgte unter schwerwiegender Verletzung der entsprechenden Befehle und Anweisungen.“
Die IDF identifizierten zwei Soldaten, die für den Angriff verantwortlich gewesen seien und entlassen wurden. Bei einem der Entlassenen handelte es sich um Oberst Nochi Mandel, Befehlshaber der Nahal Infanteriebrigade. Mandel, ein religiöser Siedler aus dem Westjordanland, hatte im Januar 2024 zusammen mit 130 anderen Reserveoffizieren der IDF einen offenen Brief unterzeichnet, in dem der Stopp von humanitären Hilfslieferungen in den Gazastreifen gefordert wurde. Die IDF tadelten außerdem den Divisionskommandeur, den Brigadekommandeur und den verantwortlichen General des Südkommandos Yaron Finkelman.

##### Reaktionen auf die Untersuchung der IDF
World Central Kitchen lehnte die Untersuchung der israelischen Streitkräfte als unglaubwürdig ab. Ihr Gründer José Andrés äußerte: „Die israelischen Streitkräfte können ihr eigenes Versagen in Gaza nicht glaubwürdig untersuchen. Es reicht nicht aus, lediglich zu versuchen, weitere humanitäre Todesopfer zu verhindern, die mittlerweile bei fast 200 liegen. Alle Zivilisten müssen geschützt werden, alle unschuldigen Menschen in Gaza müssen versorgt und in Sicherheit gebracht werden.“ Andrés bestritt in einem Interview mit ABC News die Behauptung der israelischen Streitkräfte, sie hätten schlechte Sicht und betonte, die bunten Logos auf ihren weißen Autos könnten von den Drohnen selbst in der Dunkelheit der Nacht gesehen werden.
Der Daily Telegraph schrieb, die Untersuchung habe Vorwürfe der Befangenheit ausgelöst: Sie wurde vom Präsidenten und CEO von Rafael Advanced Defense Systems geleitet, und die israelischen Streitkräfte seien einer der größten Abnehmer von Rafael. Der Guardian berichtete, die Untersuchung sei in aller Eile abgeschlossen worden und habe wichtige Fragen nicht beantwortet, darunter, warum israelische Kommandeure gegen die Einsatzregeln ihres Militärs verstoßen hätten und warum die Soldaten nicht wussten, dass mit israelischer Erlaubnis humanitäre Fahrzeuge in dem Gebiet operierten. Gegenüber Politico erklärte ein anonymer US-Beamter, Israel werde „alles Notwendige tun und sagen, um den Status quo aufrechtzuerhalten, und ich habe wenig Hoffnung, dass ihre Untersuchung transparent oder ehrlich sein wird“.
Der Völkerrechtler Douglas Guilfoyle schrieb, der Angriff sei „mit an Sicherheit grenzender Wahrscheinlichkeit ein Kriegsverbrechen gewesen. Tatsächlich fällt es mir schwer, eine andere Schlussfolgerung zu erkennen.“

#### Binskin-Bericht
Die australische Außenministerin Penny Wong beauftragte den ehemaligen Chef der australischen Streitkräfte, Mark Binskin, ihr Büro zu dem Vorfall zu beraten. Er kam zu dem Schluss, dass die israelische Untersuchung „zeitgerecht, angemessen und, mit einigen Ausnahmen, ausreichend“ gewesen sei. Er schätzte, dass der Angriff wahrscheinlich darauf zurückzuführen sei, dass die israelischen Streitkräfte von World Central Kitchen angeheuerte bewaffnete Wachen mit Hamas-Kämpfern verwechselt hätten, da die Gruppe normalerweise nur unbewaffnete Wachen einsetzte und die Anwesenheit von Bewaffneten nicht mit israelischen Verbindungsoffizieren koordiniert habe.
Binskin bemängelte den Mangel an Echtzeitkommunikation zwischen den israelischen Streitkräften und dem WCK-Personal vor Ort für den ersten Angriff, bei dem der erste Helfer getötet wurde. Bei den Angriffen auf das zweite und dritte Fahrzeug, bei denen die anderen sechs getötet wurden, seien Verstöße gegen die Einsatzregeln des Militärs vorgekommen.

### Weitere Angriffe
Am 30. November 2024 tötete ein israelischer Luftangriff auf ein Fahrzeug der World Central Kitchen in Chan Yunis fünf Menschen, darunter drei Hilfskräfte. Nach dem Luftangriff setzte die Organisation ihre Aktivitäten in Gaza erneut bis zum 5. Dezember 2024 aus.